# Moe (Vitória)
Pronunciação
Moe é uma cidade no estado de Vitória na Austrália. Em 2018 tinha uma população de 16.812 habitantes.